# Beetlejuice (desen animat)
Beetlejuice este un desen animat american-canadian care s-a difuzat între 9 septembrie 1989 și 26 octombrie 1991 pe ABC și pe Fox din 9 septembrie 1991 până în 6 decembrie 1991. Foarte puțin bazat pe filmul din 1988 cu același nume, a fost dezvoltat și produs executiv de regizorul filmului, Tim Burton. Desenul animat se concentrează pe viața fetei goth Lydia Deetz și prietenul ei Beetlejuice care explorează lumea Neitherworld, un domeniu trăznit al vieții de apoi populată de monștri, fantome și zombii. Tema muzicală a lui Danny Elfman pentru film a fost aranjată pentru desen de Elfman însuși.
În România, desenul animat s-a difuzat pe Cartoon Network.

## Episoade

### Sezonul 1
1. Critter Sitters
2. The Big Face Off
3. Skeletons in the Closet
4. A Dandy Handy Man
5. Out of My Mind
6. Stage Fright
7. Spooky Tree
8. Laugh of the Party
9. Worm Welcome
10. Bad Neighbor Beetlejuice
11. Campfire Ghouls
12. Pest o' the West
13. Bizarre Bazaar
14. Pat on the Back
15. Poopsie
16. It's the Pits
17. Prince of the Neitherworld
18. Quit While You're a Head
19. Cousin B.J.
20. Beetlejuice's Parents

### Sezonul 2
1. Dragster of Doom
2. Scare and Scare Alike
3. Spooky Boo-tique
4. Driven Crazy
5. Scummer Vacation
6. Bewitched, Bothered & Beetlejuiced
7. Dr. Beetle & Mr. Juice
8. Running Scared
9. The Really Odd Couple
10. A-Ha!
11. Uncle B.J.'s Roadhouse
12. Scarecrow
13. The Son Dad Never Had

### Sezonul 3
1. Mom's Best Friend
2. Back to School Ghoul
3. Doomie's Romance
4. Ghost to Ghost
5. Spitting Image
6. Awards to the Wise
7. The Prince of Rock and Roll
8. A Ghoul and His Money
9. Brides of Funkenstein
10. Beetledude
11. The Farmer in the Smell

### Sezonul 4
1. You're History
2. Raging Skull
3. Sore Feet
4. Fast Food
5. Queasy Rider
6. How Green is My Gallery
7. Keeping Up with the Boneses
8. Pranks for the Memories
9. Caddy Shock
10. Two Heads Are Better Than None
11. Beauty and the Beetle
12. Creepy Cookies
13. Poe Pourri
14. Ear's Looking at You
15. Beetlebones
16. Smell-a-thon
17. The Miss Beauty-Juice Pageant
18. Sappiest Place on Earth
19. Brinkadoom
20. Foreign Exchange
21. Family Scarelooms
22. Them Bones, Them Bones, Them Funny Bones
23. Hotel Hello
24. Goody Two Shoes
25. Vidiots
26. Ship of Ghouls
27. Poultrygeist
28. It's a Wonderful Afterlife
29. Ghost Writer in the Sky
30. Cabin Fever
31. Highs-Ghoul Confidential
32. Rotten Sports
33. Mr. Beetlejuice Goes to Town
34. Time Flies
35. To Beetle or Not to Beetle
36. A Star is Bored
37. Oh, Brother!
38. Snugglejuice
39. In the Schticks
40. Recipe for Disaster
41. Substitute Creature
42. Ghoul of My Dreams
43. Prairie Strife
44. Moby Richard
45. The Unnatural
46. Forget Me Nuts
47. The Birdbrain of Alcatraz
48. Generally Hysterical Hospital
49. Super Zeroes
50. Beetle Geezer
51. A Very Grimm Fairy Tale
52. Wizard of Ooze
53. What Makes B.J. Run
54. The Chromozone
55. It's a Big, Big, Big, Big, Ape
56. The Neitherworld's Least Wanted
57. Don't Beetlejuice and Drive
58. Robbin Juice of Sherweird Forest
59. Midnight Scum
60. Gold Rush Fever
61. Relatively Pesty
62. King B.J.
63. Catmandu Got Your Tongue
64. Journey to the Centre of the Neitherworld
65. Not So Peaceful Pines